# فراتسکی (استان اوپوله)
فراتسکی (به لهستانی: Frącki) یک منطقهٔ مسکونی در لهستان است که در گمینا بیاوا (استان اوپوله) واقع شده‌است.